# Верховья реки Большой Сестры
Верховья реки Большой Сестры — государственный природный комплексный заказник регионального значения на северо-западе Московской области России.

## География
Расположен на территории Волоколамского и Истринского районов:
- сельское поселение Теряевское, 0,5 км к югу от деревни Воротово;
- сельское поселение Чисменское, 0,1 км к востоку от деревни Золево;
- сельское поселение Новопетровское, в непосредственной близости от деревни Шаблыкино.

Общая площадь особо охраняемой природной территории — 5274,46 га; включает кварталы 103 и 104 Теряевского участкового лесничества Волоколамского лесничества; кварталы 6—16, 18—23, 30, 31, 36, 37, 43, 44, 52—54 Аннинского участкового лесничества Волоколамского лесничества; кварталы 1, 2, 6—10, 15—18, 24—26, 32, 33, 40 Лесодолгоруковского лесотехнического участка Деньковского участкового лесничества Истринского лесничества.

## Значение
Создан согласно Постановлению Правительства Московской области от 4 марта 1996 года «Об объявлении территории „Верховья реки Большой Сестры“ государственным природным заказником местного (областного) значения» в целях сохранения уникальных природных ландшафтов и редких видов флоры и фауны, включая занесённых в Красную книгу России, и имеет гидрологическое, рекреационное, эстетическое, охотничье-промысловое и научное значение.
Постановлением Правительства Московской области от 25.02.2016 № 136/6 утверждено положение о природном заказнике.

## Описание
Большая Сестра является правым притоком реки Ламы и относится к волжскому бассейну, её длина составляет 55 км, площадь водосборного бассейна — 635 км². На территории заказника, представляющего собой крупный лесной массив, находятся её истоки и несколько притоков.
Ценная флора и фауна
Произрастают такие редкие виды, как любка двулистная, пальчатокоренник пятнистый, колокольчик персиколистный и гроздовник полулунный. Возраст отдельных елей может достигать от 150 до 200 лет.
Редкая ихтиофауна ручьёв и рек представлена обыкновенным подкаменщиком, занесённым в Красную книгу России и европейским хариусом, который из-за требовательности к чистоте воды сохранился лишь в немногих местах европейской части России. Встречается ручьевая минога.
Из птиц обитают обыкновенный канюк, ястреб-тетеревятник, осоед, длиннохвостая неясыть, воробьиный и мохноногий сычи, зимородок, чёрный дятел, седой дятел и трёхпалый дятел, а также рябчик, тетерев и глухарь, из млекопитающих — выдра, барсук, лось, косуля, кабан, енотовидная собака, лисица, заяц-беляк, белка, вероятен заход медведя, рыси и летяги со смежных территорий.

## Режим
На территории заказника запрещено любое строительство, прокладка дорог (за исключением лесовозных) и других коммуникаций; распашка и отвод земель под огороды; все виды рубок в отдельных кварталах, кроме выборочных санитарных и рубок ухода; все виды мелиоративных работ; добыча торфа, песка и повреждение мохового покрова; вылов хариуса европейского, подкаменщика обыкновенного и миноги ручьевой; прогон скота, а также все виды деятельности, способные привести к загрязнению рек и ручьев. Разрешены охота на общих основаниях, сбор грибов и ягод.
За обеспечение охраны и функционирование ООПТ ответственны Волоколамский и Истринский филиалы государственного казённого учреждения Московской области «Мособллес» и Министерство экологии и природопользования Московской области.